# Change the World
Change the World is een nummer van de Britse muzikant Eric Clapton uit 1996. Het nummer staat op de soundtrack van de film Phenomenon, en is geschreven door Tommy Sims, Gordon Kennedy en Wayne Kirkpatrick.
Het nummer werd een wereldwijde hit. Het haalde de 18e positie in het Verenigd Koninkrijk. In het Nederlandse taalgebied had het nummer echter niet zoveel succes. In de Nederlandse Top 40 haalde het slechts de 39e positie, en in Vlaanderen moest het nummer het doen met een 9e plek in de Tipparade.